# Steffen Enge
Steffen Enge (* 8. Dezember 1965) ist ein ehemaliger deutscher Fußballspieler und -trainer. Als Spieler war er Erstligaakteur beim 1. FC Union Berlin.

## Sportliche Laufbahn

### Vom Nachwuchs bis zur DDR-Oberliga
Bevor Enge in der DDR-Oberliga, der höchsten Spielklasse des DDR-Fußball-Verbandes aktiv wurde, hatte er bereits eine Vielzahl von Sportgemeinschaften durchlaufen. Angefangen hatte er im Alter von fünf Jahren bei der Kindermannschaft der Betriebssportgemeinschaft (BSG) der Berliner Verkehrsbetriebe. Als Zehnjähriger wurde er zur Nachwuchsabteilung des 1. FC Union Berlin delegiert, wo er bis 1981 spielte. Nächste Station war die BSG EAB 47 Berlin, wo er zunächst in der Juniorenmannschaft, ab 1983 in der Männermannschaft in der zweitklassigen DDR-Liga eingesetzt wurde. 1984 stieg er mit EAB in die Bezirksliga ab, und im November desselben Jahres wurde er zum Armeedienst eingezogen. In diesen anderthalb Jahren spielte Enge Fußball bei der Armeesportgemeinschaft Vorwärts Bernau. Nach seiner Entlassung aus der Armee kehrte Enge im Mai 1986 wieder zu EAB 47 zurück und spielte dort noch bis zum Sommer 1987 weiter in der Bezirksliga. Mit 23 Treffern wurde er in der Saison 1986/87 Torschützenkönig der Bezirksliga. Dies veranlasste den DDR-Ligisten BSG Rotation Berlin, den Torjäger in die eigenen Reihen zu holen. Nachdem er dort bis zum November 1987 bereits fünf Meisterschaftstore erzielt hatte, wurde auch der Oberligist 1. FC Union Berlin auf den knapp 22-Jährigen aufmerksam und veranlasste seinerseits einen Wechsel des 1,84 m großen Stürmers zur eigenen Mannschaft.

### Spieler des 1. FC Union Berlin

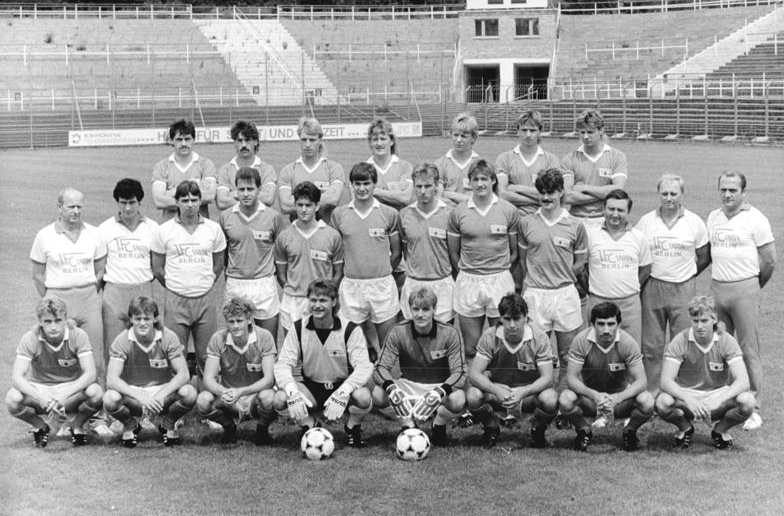
Enge (hintere Reihe, Zweiter von rechts) auf dem Mannschaftsbild von Union Berlin 1988/89

Bereits am 28. November 1987 hatte Enge seinen ersten Auftritt für Union im Pokalspiel FC Karl-Marx-Stadt – 1. FC Union (1:0). Bereits eine Woche später gab er sein Debüt in der Oberliga, und in seinem zweiten Oberligaspiel am 12. Dezember 1987 rettete er mit seinem ersten Tor für Union in der 84. Minute ein Unentschieden für seine Mannschaft im Heimspiel gegen den FC Karl-Marx-Stadt. Trotzdem gelang es Enge nicht, sich als Stammspieler durchzusetzen. Er absolvierte zwar bis zum Saisonende 15 Oberligaspiele, stand jedoch nur achtmal in der Anfangself und bestritt nur sieben Partien über die volle Spieldauer. Mit seinen vier Meisterschaftstoren war er aber drittbester Torschütze der Unioner. An seinem Status als Ergänzungsspieler änderte sich auch in der Oberligasaison 1988/89 nichts. Bei seinen 19 Einsätzen bei 26 ausgetragenen Punktspielen stand er 13 Mal in der Anfangself, aber nur zehnmal spielte er 90 Minuten lang. Mit nur einem Treffer war auch seine Torausbeute unbefriedigend. Am Ende der Spielzeit 1988/89 stieg Enge mit Union in die DDR-Liga ab. Für die Zweitligasaison 1989/90 wurde er zwar wieder für die 1. Mannschaft nominiert, bestritt von 34 Punktspielen jedoch nur zehn Begegnungen und musste die meiste Zeit mit der 2. Mannschaft in der viertklassigen Bezirksklasse spielen. Als die 1. Mannschaft die Rückkehr in die Oberliga verpasst hatte, spielte sie 1990/91 weiter in der Zweitklassigkeit, nun in der NOFV-Liga. Nachdem Enge in der ersten Halbserie nur fünfmal in der Liga-Mannschaft eingesetzt worden war und sich mit der Klubleitung überworfen hatte, schied er Ende 1990 beim 1. FC Union aus. In seinen vier Spielzeiten bei Union hatte er 55 Pflichtspiele mit 15 Toren für die 1. Mannschaft bestritten, darunter 34 Begegnungen als Stürmer in der DDR-Oberliga, in denen er fünf Tore erzielte. Für den Rest der Saison spielte Enge für den Liga-Konkurrenten Motor Eberswalde.

### Stationen in Nordrhein-Westfalen
Anschließend war Enge bei verschiedenen Vereinen in Nordrhein-Westfalen aktiv. Von 1991 bis 1995 spielte er für den FC Gütersloh, mit dem er 1992 in die Oberliga Westfalen und 1995 in die drittklassige Regionalliga West/Südwest aufstieg. Nächste Station war die SpVg Beckum, wo Enge bis 1997 wieder in der Oberliga Westfalen spielte. 1997 wechselte er wieder in die Regionalliga West/Südwest zum SC Paderborn 07 bis zum Abstieg im Jahr 2000. Seine Laufbahn als Fußballspieler beendete Enge beim TSV Victoria Clarholz, wo er noch von 2000 bis 2003 aktiv war.

### Fußballtrainer
Bereits 2002 wurde der gelernte Industriemonteur bei der TSV Spielertrainer und führte die Mannschaft 2003 in die damals sechstklassige Landesliga Westfalen. Von 2004 bis 2006 trainierte die fünftklassige Verbandsligamannschaft des SC Wiedenbrück 2000 und von 2006 bis 2008 die Frauenmannschaft des FC Gütersloh 2000 in der 2. Bundesliga. Vom Oktober 2008 bis Februar 2009 war Enge Trainer beim Delbrücker SC in der NRW-Liga.